# Pelourinho de Castro Marim
O Pelourinho de Castro Marim está situado na freguesia e município de Castro Marim, distrito de Faro, em Portugal.
Actualmente encontra-se fragmentado. As peças que o compõem, estão guardadas na Torre de Menagem do Castelo de Castro Marim, dispersas e infelizmente não catalogadas. Não se sabe para quando a sua reedificação no seu local original.
Está classificado como Imóvel de Interesse Público desde 1933.